# Resolució 1341 del Consell de Seguretat de les Nacions Unides
La Resolució 1341 del Consell de Seguretat de les Nacions Unides fou adoptada per unanimitat el 22 de febrer de 2001. Després de reafirmar les resolucions 1234 (1999), 1258 (1999), 1265 (1999), 1273 (1999), 1279 (1999), 1291 (1999) i 1296 (1999), 1304 (2000), 1323 (2000) i 1332 (2000) sobre la situació a la República Democràtica del Congo, el Consell va exigir que totes les parts en conflicte del país implementessin plans de retirada i adoptessin plans de desmobilització de tropes estrangeres abans del 15 de maig de 2001.

## Resolució

### Observacions
En el preàmbul de la Resolució 1341, el Consell de Seguretat va expressar la seva preocupació per les conseqüències de l'explotació il·legal dels recursos naturals de la República Democràtica del Congo sobre la situació de seguretat i la continuació de les hostilitats. El conflicte tenia un impacte sever sobre la població civil i va fer augmentar el nombre de refugiats. Estava preocupat per les violacions dels drets humans, especialment a l'est del país, la violència contra la població, la propagació del VIH/SIDA entre dones i nenes i l'ús del nens soldat.
El Consell va destacar la importància de transmetre el procés de pau que es demana a l'acord d'alto el foc de Lusaka.

### Actes
Actuant sota el Capítol VII de la Carta de les Nacions Unides, la resolució va assenyalar que hi va haver progressos en el respecte de l'alto el foc i es va demanar a totes les parts que cessessin les hostilitats. Va exigir que Ruanda i Uganda es retiressin immediatament de la República Democràtica del Congo i que totes les parts implementessin plans de desconnexió i redistribució de forces. Es va instar a les parts signants de l'acord d'alto el foc de Lusaka a adoptar plans per a la retirada de totes les tropes estrangeres i rl desarmament, desmobilització i reintegració, repatriació o reassentament dels grups armats abans del 15 de maig de 2001, i abstenir-se de qualsevol acció militar durant aquest procés.
Foren condemnades totes les massacres comeses a la República Democràtica del Congo i es va demanar la fi de la pràctica de reclutar nens soldats. Es va instar a les parts interessades a respectar els drets humans, a garantir un accés segur i sense obstacles a les organitzacions humanitàries i garantir la seva llibertat de moviment. El Consell va recordar el Quart Conveni de Ginebra sobre la protecció dels civils en conflictes armats respecte a les forces d'ocupació.
La resolució va demanar a totes les parts que cooperessin amb la Missió de les Nacions Unides a la República Democràtica del Congo (MONUC) per seguir desenvolupant el diàleg entre les parts. Va reafirmar l'expansió i la redistribució de l'operació de la MONUC i va insistir que es consideraria una nova revisió per controlar la retirada de tropes estrangeres, l'aplicació dels plans esmentats i millorar la seguretat de les zones frontereres amb Ruanda, Uganda i Burundi. El Consell donaria suport al secretari general Kofi Annan si decideix desplegar tropes a les zones frontereres, particularment Goma i Bukavu.
El Consell va acollir amb beneplàcit el compromís del govern de Joseph Kabila de reprendre el diàleg entre congolesos, el diàleg entre la República Democràtica del Congo i Burundi i les reunions recents entre els presidents de Ruanda i la República Democràtica del Congo, i va assenyalar que el desarmament de les antigues forces armades ruandeses i Interahamwe facilitaria la solució del conflicte. Era important que s'acabés amb l'explotació il·legal dels recursos naturals. Es considerarien altres mesures i es realitzaria una missió a la regió, possiblement al maig de 2001.